# 新潟県立近代美術館
新潟県立近代美術館（にいがたけんりつ きんだいびじゅつかん、英称：The Niigata Prefectural Museum of Modern Art）は、新潟県長岡市の「千秋が原ふるさとの森」内に位置する県立美術館である。現在の館長は、桐原浩。

## 概要
1993年7月に開館し、「世界の美術」、「日本の美術」、「新潟の美術」をテーマにした作品が常設されている。企画展は1～2ヶ月ごとに代わり、美術館の中を探検したりできる催し物もある。
所蔵作品数は6000点を超える。かつて長岡現代美術館を運営していた現在の大光銀行（当時の大光相互銀行）の大光コレクションの約半分を収蔵していることでも知られる。そうした関係で県庁所在地の新潟市ではなく、中部の長岡市に開設された。
2018年から2019年にかけて大規模改修工事が行われた。

## コレクション
- 岸田劉生 「冬枯れの道路（原宿附近写生）」 1916年
- 牧野虎雄 「麦扱く農婦等」 1918年
- 中村彝 「洲崎義郎氏の肖像」 1919年
- 高村真夫 「裸婦」 1921年
- 佐伯祐三 「広告塔」 1927年
- 小出楢重 「ソファーの裸体B」 1930年
- 尾竹竹坡 「梧桐」 1911年
- 尾竹竹坡 「大地円」 1925年
- 尾竹国観 「巴」 1930年
- 横山操 「炎々桜島」 1956年
- 小山正太郎 「仙台の桜」 1881年
- 日高理恵子 「空との距離 II」 2002年
- ジョン・エヴァレット・ミレー 「アリス・グレイの肖像」 1859年
- クロード・モネ 「コロンブの平原、霜」 1873年
- ジャン＝バティスト・カミーユ・コロー 「ビブリ」 1874-1875年
- モーリス・ドニ 「夕映えの中のマルト」 1892年

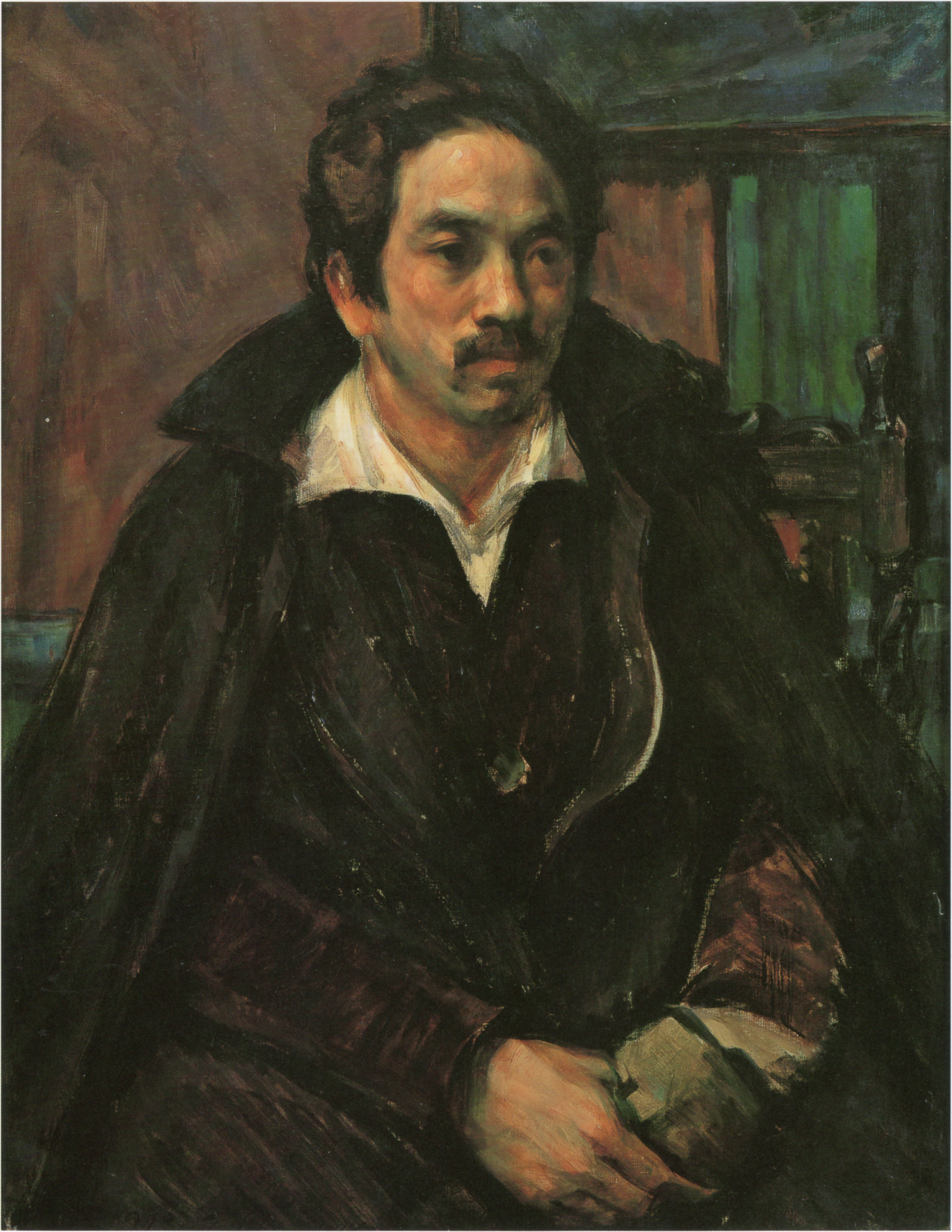
中村彝『洲崎義郎氏の肖像』1919年
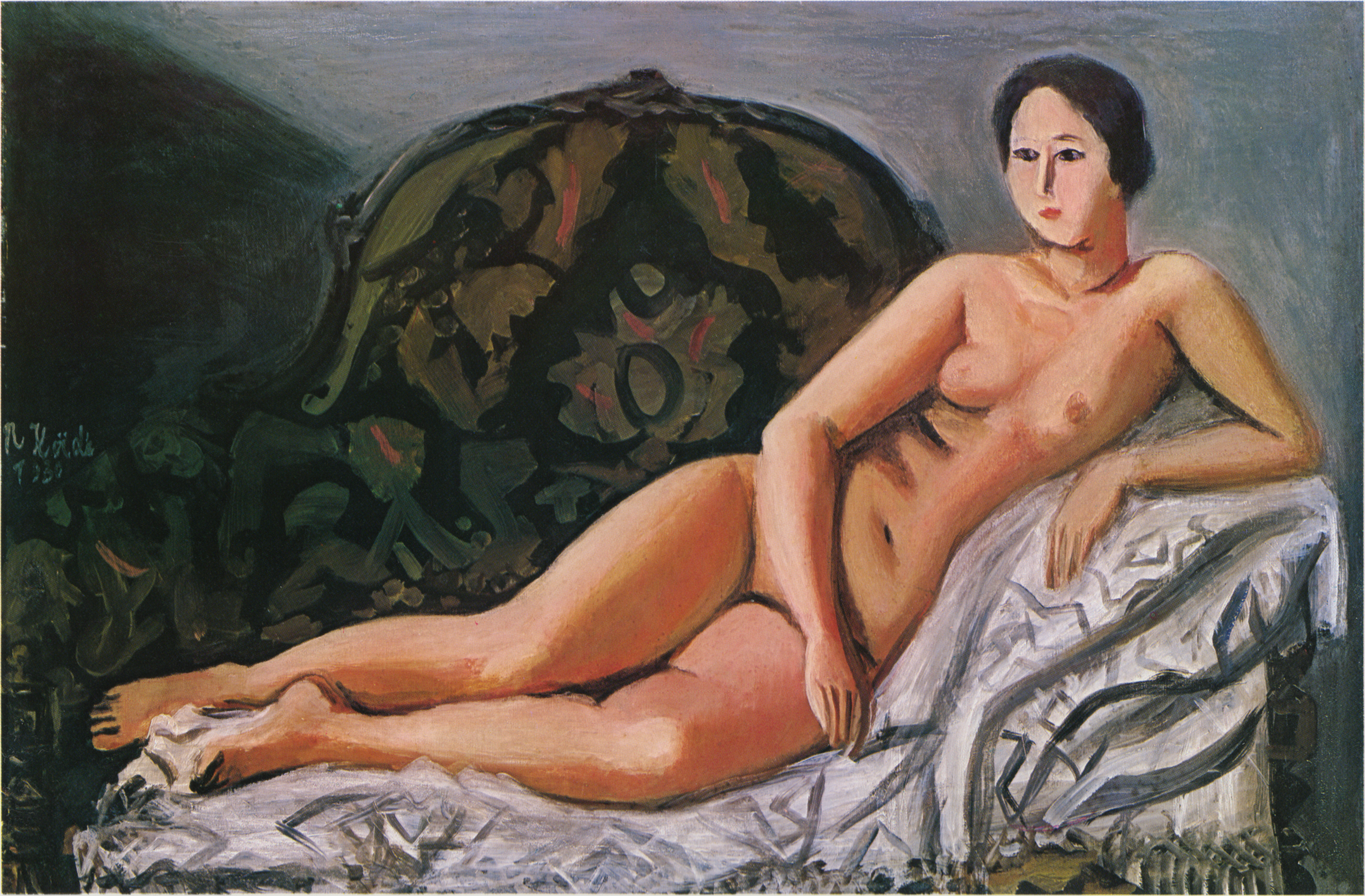
小出楢重『ソファーの裸体B』1930年
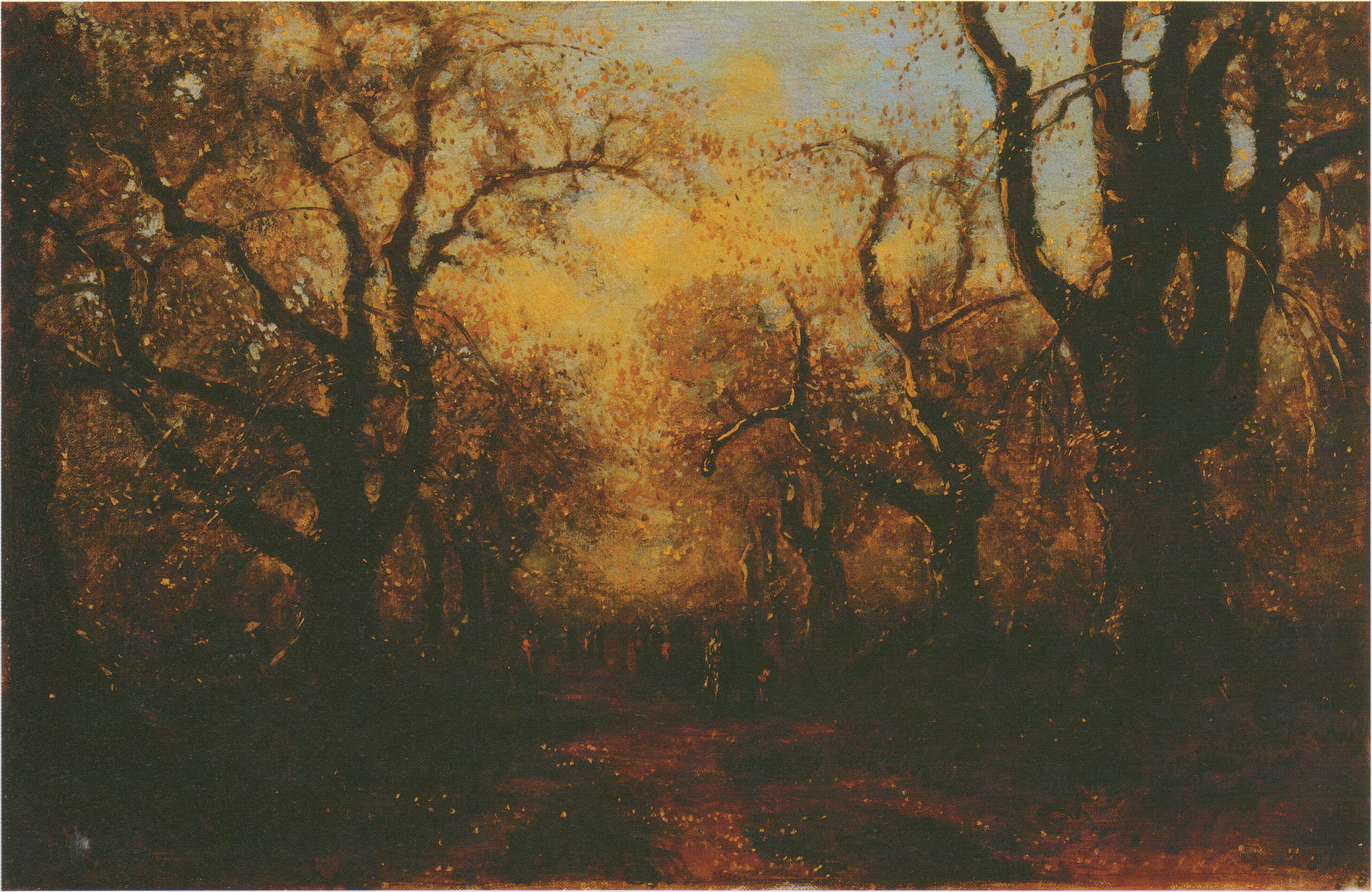
小山正太郎『仙台の桜』1881年
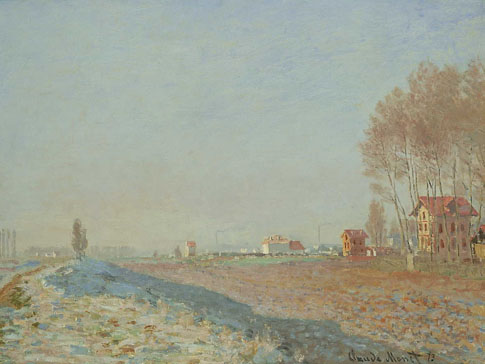
クロード・モネ『コロンブの平原、霜』1873年

## 歴代館長
- 1993年7月〜2000年3月　前川誠郎[2]　西洋美術史家
- 2000年4月〜2008年3月　水野敬三郎[3]　仏像美術史家
- 2008年4月〜2017年3月　徳永健一[4]　元新潟日報社
- 2017年4月〜2021年3月　木村哲郎[5]　元新潟日報社
- 2021年4月〜2023年3月　遠藤聡[6] 元三条地域振興局健康福祉環境部副部長（庶務課長）
- 2023年4月〜　桐原浩[7] 前近代美術館万代島美術館館長（業務課長）

## 利用情報
「新潟県立近代美術館 公式ウェブサイト：開館時間・休館時間・観覧料・団体利用」を参照。

## 交通アクセス
長岡市の信濃川左岸側に立地しており、周辺には長岡赤十字病院やショッピングモール「リバーサイド千秋」が所在する。
- JR長岡駅大手口8番線から越後交通 中央循環線（くるりん）内回り利用、「県立近代美術館前」バス停下車すぐ。
- 同駅大手口2番線から「日赤病院経由」の越後交通バス利用、「日赤病院前」バス停下車後徒歩5分。
- 関越自動車道・長岡ICから車で約5分